# Girolle (ustensile)
Pour les articles homonymes, voir Girolle (homonymie).

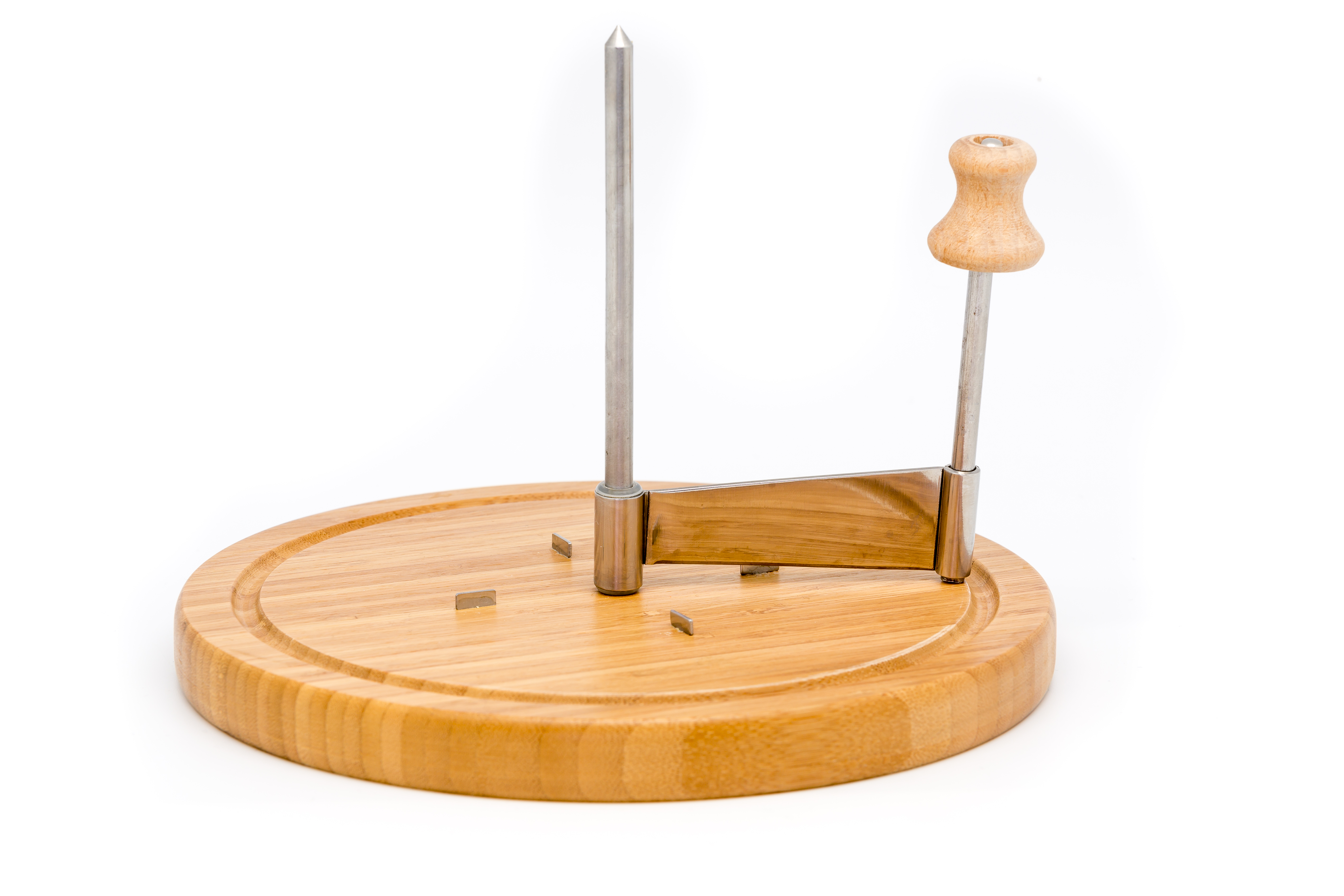
Une girolle.

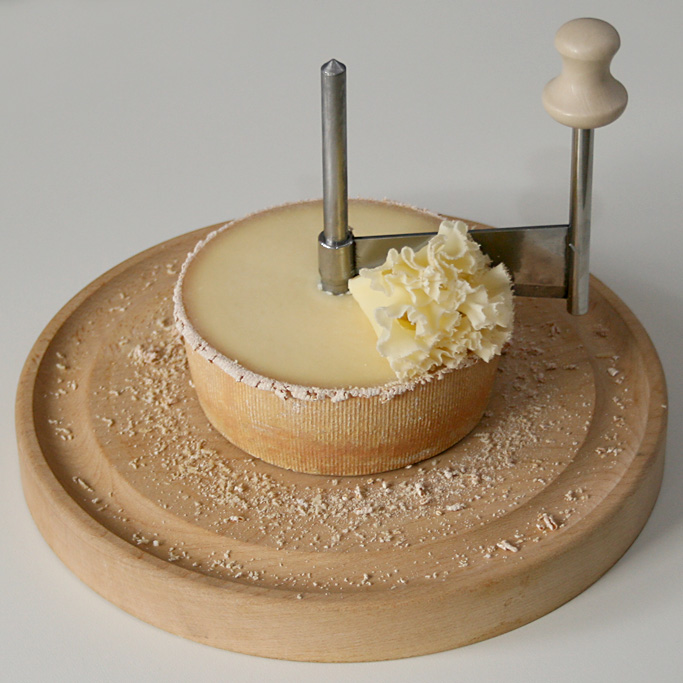
Utilisation d'une girolle sur une Tête de Moine.

La girolle (ou girole selon les rectifications orthographiques du français en 1990) est le nom communément attribué pour nommer un ustensile de cuisine particulier, utilisé pour racler le fromage suisse Tête de Moine, appellation protégée par AOC depuis 2001.

## Le fromage
La Tête de Moine est un fromage au lait cru produit à l'abbaye de Bellelay dans la commune de Saicourt. La commune est située dans le canton de Berne, plus précisément dans le district de Moutier. Exportée à travers le monde, la Tête de Moine est une carte de visite de la tradition fromagère du Jura bernois en Suisse.

## Invention
La girolle fut inventée en 1981, et brevetée en 1982, à Lajoux, par le Suisse Nicolas Crevoisier. L'ustensile permet de faire des « pétales de Tête de Moine » (ou « rosettes ») en faisant tourner un racloir sur un axe planté dans le centre du fromage. Cet appareil donna une impulsion supplémentaire à la consommation de ce fromage, et permit à l'entreprise Métafil, productrice, de traverser les années de crise sans licenciement.